# Milá
Milá (oficialmente en catalán El Milà) es un municipio de la comarca del Alto Campo en la provincia de Tarragona, comunidad autónoma de Cataluña, España. 

## Geografía
El municipio está situado en la orilla derecha del río Francolí. Puede accederse desde Alcover por la carretera TV-7221. Por su término pasará la nueva autovía que unirá Tarragona con Montblanch siguiendo el valle del río Francolí.

## Historia
Algunos historiadores piensan que su origen está en el feudo de Ponç de Montoliu alrededor del año 1065. En el año 1194 aparece como propiedad de la Iglesia de Tarragona. En el año 1391 el rey Juan I de Aragón cedió todos sus derechos feudales al arzobispo de Tarragona Ennec de Vallterra.

## Geografía humana

### Demografía
Cuenta con una población de 197 habitantes (INE 2024).
| Gráfica de evolución demográfica de El Milà entre 1842 y 2021 |
| |
| Población de derecho según los censos de población del INE Población de hecho según los censos de población del INEEn estos censos se denominaba Milá: 1842, 1857, 1860, 1877, 1887, 1897, 1900, 1910, 1920, 1930, 1940, 1950, 1960, 1970 y 1981 |

### Economía
Su territorio es llano y con abundantes pozos por su proximidad al río Francolí. Existen cultivos de regadío aunque el cultivo más importante es el avellano. También existen granjas dedicadas a la avicultura y al ganado porcino.

## Cultura

### Fiestas
- La fiesta mayor se celebra el sábado más cercano a la festividad de San Isidro que es el día 15 de mayo.
- La festividad de Santa Úrsula el tercer domingo de octubre.

## Personas ilustres
Joan Martí i Alanis (Milá, 1928-Barcelona, 2009). Obispo de la Seo de Urgel y copríncipe de Andorra (1971-2003).